# جون براون (عالم)
جون براون (بالإنجليزية: John Brown)‏ (و. 1722 – 1787 م) هو عالم عقيدة إسكتلندي، توفي عن عمر يناهز 65 عاماً.